# باغ برآفتاب
باغ برآفتاب (شازند)، روستایی از توابع بخش مرکزی شهرستان شازند در استان مرکزی ایران است.
زبان مردم لری با لهجه بروجردی یا شازندی میباشد . یک چشمه قدیمی به نام ((کُرد آباد)) در نزدیکی روستا وجود دارد .از جمله دیگر مکان های گردشگری در باغ بر آفتاب می‌توان به دره کریل،چشمه لالانچی و سر تخت اشاره کرد.
شغل مردم اکثرا کشاورزی و دامپروری بوده البته امروز جوانان روستا در همه عرصه ها مشغول هستند.

## امکانات
روستا از امکانات رفاهی خوبی برخوردار بوده و مکان های خدماتی نسبتا خوبی دارد.که در چند سال اخیر پیشرفت چشمگیری داشته است.که می‌توان به ساخت دو پارک در روستا ،سنگ فرش شدن معابر پیاده روی،ساخت جدول و تاسیس مکان های خدماتی اشاره کرد.

## جمعیت
این روستا در دهستان قره کهریز قرار دارد و براساس سرشماری مرکز آمار ایران در سال ۱۳۸۵، جمعیت آن ۲٬۱۵۶ نفر (۳۹۳خانوار) بوده‌است.امروزه جمعیت روستا به بیش از ۲۰۰۰هزار نفر رسیده است.